# San Roque (Corrientes)
San Roque is een plaats in het Argentijnse bestuurlijke gebied San Roque in de provincie Corrientes. De plaats telt 10.885 inwoners.